# William Smith (navigatore)
William Smith (Blyth, 11 ottobre 1775 – 1847) è stato un navigatore ed esploratore britannico che scoprì le isole Shetland Meridionali, un arcipelago al largo della Terra di Graham in Antartide.

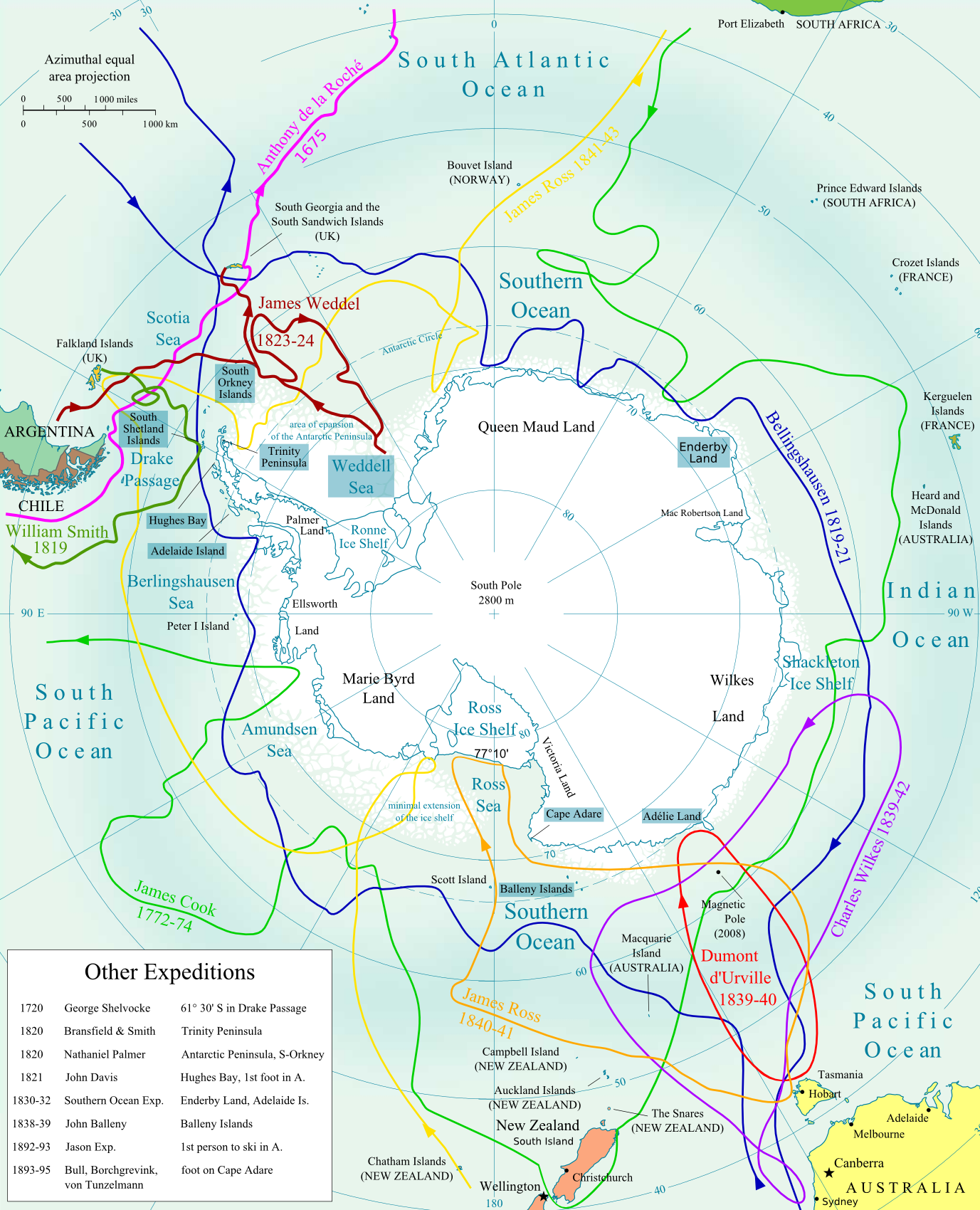

La sua scoperta fu la prima mai fatta a sud del 60º parallelo, nell'attuale zona del Trattato Antartico.

## Biografia
Nel 1819, mentre navigava a bordo della Williams da Buenos Aires a Valparaíso, si spinse ancora più a sud doppiando Capo Horn nel tentativo di trovare buoni venti. Il 19 febbraio 1819 avvistò una nuova terra alla latitudine di 62° sud ed alla longitudine di 60° ovest, ma non vi sbarcò. Le autorità navali non credettero alla sua scoperta, ma in un successivo viaggio il 16 ottobre sbarcò sulla maggiore delle isole. Le diede il nome di isola di re Giorgio, e chiamò l'arcipelago isole Shetland Meridionali in onore delle isole Shetland situate nel nord della Scozia. All'inizio dell'anno seguente, il 1820, la Williams fu noleggiata dalla Royal Navy ed inviata con Smith e col tenente Edward Bransfield ad esplorare le isole appena scoperte, portando così anche alla scoperta della penisola Antartica.

## Retaggio
L'Isola Smith e capo Smith nelle Isole Shetland Meridionali, in Antartide, prendono il nome da William Smith.